# كيوتانغو (كيوتو)
مدينة كيوتانغو (بالإنجليزية: Kyōtango) هي أحد المدن التابعة لمحافظة كيوتو. تأسست رسميًا في 01/04/2004. ويقدر عدد سكانها بـ 60980 نسمة حسب تقدير مكتب الإحصاء الياباني لعام 2012. تبلغ مساحة كيوتانغو 501.84 كم2. بكثافة سكانية تبلغ 122 نسمة/كم2.

## أعلام
- جيرويمون كيمورا